# Richard Body
Richard Bernard Frank Stewart Body Kt (* 18. Mai 1927 in Buckinghamshire; † 26. Februar 2018) war ein britischer Rechtsanwalt und Politiker der Conservative Party, der mit Unterbrechungen 39 Jahre lang Abgeordneter des House of Commons war.

## Leben

### Studium und erfolglose Kandidaturen für das Unterhaus
Body absolvierte nach dem Besuch der Reading School ein Studium der Rechtswissenschaften und nahm nach seiner anwaltlichen Zulassung 1949 eine Tätigkeit als Barrister auf.
Bereits bei der Wahl vom 23. Februar 1950 kandidierte er als 23-Jähriger für die Conservative Party im Wahlkreis Rotherham für ein Abgeordnetenmandat, unterlag aber mit 14.744 Stimmen (30,5 Prozent) deutlich seinem Gegenkandidaten John Henry Jones von der Labour Party, auf den 31.211 Wählerstimmen (64,4 Prozent) entfielen. Bei den anschließenden Wahlen vom 25. Oktober 1951 kandidierte er im Wahlkreis Abertillery, unterlag aber auch dort dem Wahlkreiskandidaten der Labour Party, Llywelyn Williams, der diesen Wahlkreis bei einer Nachwahl vom 23. November 1950 erstmals gewonnen hatte. Auch eine Kandidatur im Wahlkreis Leek blieb erfolglos.

### Unterhausabgeordneter und Europaskeptiker
Bei den Unterhauswahlen vom 26. Mai 1955 wurde Body im Alter von 28 Jahren dann bei seiner vierten Kandidatur für die konservativen Tories erstmals zum Abgeordneten in das House of Commons gewählt, und zwar im Wahlkreis Billericay. Dort konnte er sich mit 24.327 Stimmen (54,73 Prozent) deutlich gegen seinen Gegenkandidaten von der Labour Party, Brian Ralph Clapham, durchsetzen, auf den 20.121 Stimmen (45,27 Prozent) entfielen. Er verzichtete jedoch auf eine erneute Kandidatur bei den darauf folgenden Wahlen vom 8. Oktober 1959, um sich wieder seiner Tätigkeit als Rechtsanwalt zu widmen.
Sechs Jahre später entschloss er sich aber wieder für das Unterhaus zu kandidieren und wurde bei den Wahlen vom 31. März 1966 im Wahlkreis Holland with Boston als Nachfolger von Herbert Butcher zum Abgeordneten in das House of Commons gewählt. Bei seiner ersten Wahl erhielt er dort 26.683 Stimmen (50,3 Prozent) und konnte sich damit mit nur 316 Stimmen gegen den Labour-Kandidaten R. H. Hickman durchsetzen, auf den 26.367 Wählerstimmen (49,7 Prozent) entfielen. Bei den darauf folgenden Wahlen wurde er in diesem Wahlkreis wiedergewählt, der nach einer Neuordnung der Stimmbezirke zu den Wahlen vom 1. Mai 1997 in Boston and Skegness umbenannt. Bei den Unterhauswahlen vom 7. Juni 2001 verzichtete er auf eine erneute Kandidatur und schied nach 39-jähriger Parlamentszugehörigkeit aus dem House of Commons aus.
Während seiner Unterhauszugehörigkeit befasste sich Body insbesondere mit Fragen zur ökologischen Landwirtschaft und war auch ein überzeugter Verfechter des Tierschutzes. 
1986 wurde Body für seine Verdienste zum Knight Bachelor geschlagen und führte fortan den Namenszusatz „Sir“. Seine EU-Skepsis kam zum Ausdruck, als er als einer der sogenannten Maastricht Rebels gegen die Europapolitik von Premierminister John Major und die Unterzeichnung des Vertrages von Maastricht am 7. Februar 1992 stimmte, und nach dessen Inkrafttreten 1994 als Parlamentarischer Geschäftsführer (Whip) der Fraktion der Conservative Party zurücktrat.
Sein Nachfolger als Abgeordneter des Unterhauses für den Wahlkreis Boston and Skegness wurde Mark Simmonds, der in der Amtszeit von Premierminister David Cameron zwischen 2012 und 2014 Parlamentarischer Unterstaatssekretär im Außenministerium war.
Body starb am 26. Februar 2018 im Alter von 90 Jahren.